# Instandhoudingsprogramma M-fregatten
Het Instandhoudingsprogramma M-fregatten (IPM) is een programma van de Koninklijke Marine en de Belgische Zeemacht waarvan de uitvoering begon op 16 augustus 2010. In dit programma worden de vier M-fregatten in dienst bij de Koninklijke Marine en de Belgische Zeemacht (met Hr. Ms. Van Speijk als eerste) voorzien van veel nieuwe installaties. Via een DMP-procedure heeft Defensie in de periode 2002-2008 de plannen gemaakt en laten toetsen door de Tweede Kamer. In het IPM worden veel installaties die niet langer voldoen aan de milieuwetgeving of aan operationele eisen vervangen. Na het uitvoeren van het IPM-programma zijn de fregatten weer volledig inzetbaar tot 2020, niet alleen in oceaanwateren maar tevens in kustwateren en in het hoogste geweldspectrum.
Bij het IPM wordt het radarsysteem uitgebreid met een Seastar-radar voor het in de gaten houden van het zeeoppervlak. Hierbij wordt de mast van het schip vervangen door een nieuwe constructie.
Verder worden de sensoren uitgebreid met de Gatekeeper. Dat is een waarnemings- en alarmeringssysteem met infrarood- en hoge resolutiecamera's waarmee de omgeving kan worden waargenomen. De bijbehorende software kan zelfstandig objecten detecteren en identificeren.
Daarnaast wordt het militaire computersysteem vervangen door een nieuw systeem met veel grotere verwerkingssnelheid, wordt het koelsysteem voor elektronische apparatuur aangepast aan de nieuwe milieu-eisen, het helikopterdek verlengd om de NH-90-helikopter te kunnen gebruiken en wordt sommige communicatieapparatuur vervangen.

## Bron
1. ↑  Ministerie van Defensie, Multipurposefregat (M-fregat) - Materieel - Defensie.nl. www.defensie.nl (3 mei 2018). Gearchiveerd op 21 juli 2019. Geraadpleegd op 21 juli 2019.